# Se stai zitto fai un figurone
Se stai zitto fai un figurone è un brano musicale del rapper e DJ producer Danti, pubblicato l'11 ottobre 2019 dalla Time Records.

## Descrizione
Il brano segna un importante punto di svolta nella carriera di Danti, che da interprete si fa strada come autore musicale. A sottolineare questo cambiamento, nella canzone compaiono Fabio Rovazzi e Fiorello, i quali cantano l'intero brano, rubando la scena a Danti. Quest'ultimo, infatti, si trova in difficoltà, poiché i due artisti modificano il testo originale, suggerendogli di tacere, un chiaro riferimento al suo nuovo ruolo di autore che, più che interpretare, deve scrivere i testi.
L'artista ha pubblicato la settimana successiva il singolo Tu e D'io con la cantante Nina Zilli e il rapper J-Ax.

## Video musicale
Un videoclip, in stile cartonesco, creato dal duo Dan & Dav, amplifica il significato della canzone, con Fabio Rovazzi e Fiorello che rubano la scena durante l'esecuzione del brano, mentre nel finale del video si vede Danti impegnato a scrivere testi.

## Tracce
Testi di Daniele Lazzarin, Enrico Cremonesi, musiche di Daniele Lazzarin, Enrico Cremonesi, Michele Canova.
1. Se stai zitto fai un figurone (feat. Fiorello e Fabio Rovazzi) – 1:24